# Praga UV 80
Praga UV 80 (Univerzální Vozidlo, 80 k) je dvounápravový terénní nákladní automobil a univerzální nosič nářadí s pohonem všech kol (znak 4×4). Byl vyvinut jako tuzemská alternativa vozu Unimog, především pro potřeby údržby silnic. Vyráběl jej podnik Praga ve Vysočanech, později v Čáslavi, mezi lety 1992–2001. Vzniklo zhruba 400 kusů. Jeho nástupcem se stal modernizovaný typ Praga Alfa TN a UN.

## Historie
V Československu ani v ostatních zemích RVHP se nevyrábělo vozidlo odpovídající západoněmeckému Unimogu, tedy univerzální nosič nářadí. Pro potřeby údržby silnic se proto dovážely právě Unimogy, což bylo pro stát devizově nákladné. Bylo rozhodnuto vytvořit tuzemský ekvivalent k typu Unimog, vůz měl vyrábět podnik Praga, tehdy zaměřený na výrobu převodovek. Počátkem 80. let vznikly prototypy UV 100 a UV 120, využívající maximální množství komponentů z tehdy v Československu vyráběných vozů. Vozy byly postaveny na zkráceném podvozku Praga V3S s pouze jednou zadní nápravou, také motor T-912 pocházel z V3S. Polokapotová kabina měla základ v budce vozu Avia A20. Projekt a výroba prvního prototypu vznikly v letňanské Avii, protože Praga postrádala potřebné zázemí. Následný prototyp Praga UV 80 byl rozměrově menší a podobal se více budoucímu sériovému vozu. Využíval motor Avia o výkonu 59 kW (80 k) a převodovku Praga 5P20.16. Kabina pocházela stejně jako u předchozích prototypů z vozu Avia A20. Prototyp UV 80 se představil veřejnosti na mezinárodním strojírenském veletrhu v Brně na podzim 1986. Další prototypy vznikly v podniku Agrozet v Roudnici nad Labem. Na základě získaných zkušeností pak Agrozet, roku 1994 přejmenovaný na Roudnické strojírny a slévárny, vytvořil vlastní typ, nabízený od poloviny 90. let jako ROSS VIZA. 

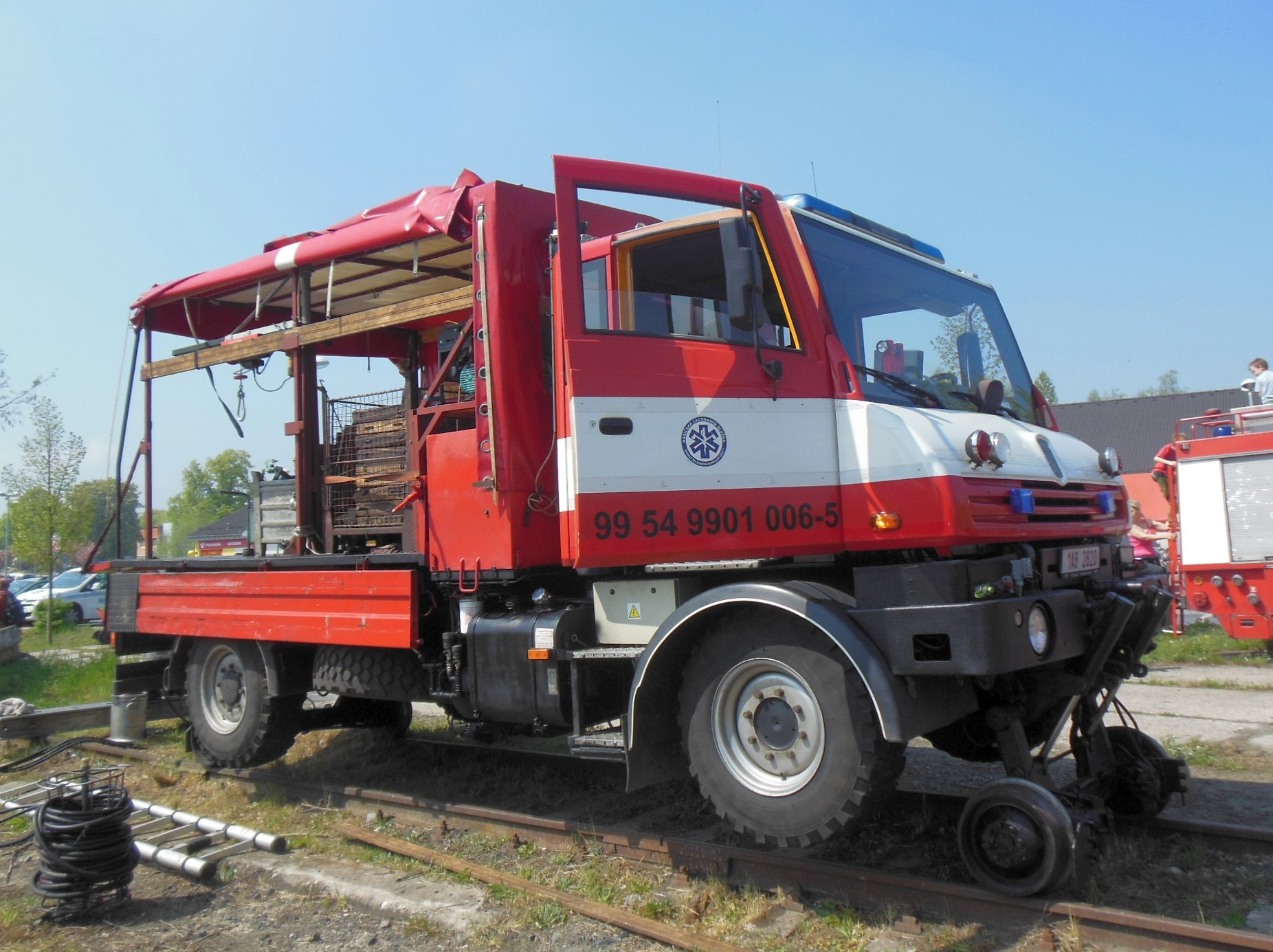
Praga Alfa TN Hasičské záchranné služby SŽDC, v úpravě jako dvoucestné vozidlo pro pohyb na kolejích

Vůz Praga UV 80, s novou laminátovou kabinou hranatých tvarů, se začal vyrábět v roce 1992. Nabízel se s motory Avia nebo Deutz v několika výkonových řadách. Roku 1992 získala Praga majoritní podíl v čáslavské firmě OASA (bývalé ČSAO), bývalém výrobci luxusních autobusů. Od roku 1997 se v nové akciové společnosti Praga Čáslav začaly vyrábět všechny vozy Praga. Roční produkce se pohybovala v desítkách kusů. Kromě typu UV 80 podnik nabízel také větší typy STNA (UV 100) a NTS. Roku 2001 prošla výrobní řada modernizací a UV 80 nahradil typ Alfa TN / UN. Také modernizované větší vozy STNA a NTS dostaly staronové názvy Grand a Golden. Hlavním odběratelem vozů byla státní sféra. Podnik se však potýkal s nedostatečným odbytem, během let 2001–2003 vyrobil necelých 120 vozů všech typů. V lednu 2004 se Praga Čáslav dostala do likvidace.

## Popis
Informace uvedené níže pocházejí z propagačních materiálů firmy Praga k vozu Praga UV 80. Uvedené údaje se v různých zdrojích liší.
Praga UV 80 je víceúčelový terénní nosič výměnných pracovních zařízení a účelových nástaveb. Je určen pro použití v oblasti komunálních služeb, údržby silnic nebo práce v těžkém terénu (geologie, lesnictví, energetika atd.). Vůz je vpředu i vzadu vybaven hřídelovými vývody pro pohon přípojných zařízení. Hřídelové vývody mají volitelnou rychlost otáček (540, 1000, 2000 ot./min) a možnost chodu v režimu závislém/nezávislém na otáčkách motoru.

### Motor
Výrobce nabízel montáž motorů Avia 407.01 a 407.02 o výkonu 61 kW, resp. 77 kW. Jednalo se o řadové čtyřválce zdvihového objemu 3596 cm³. Dále byly v nabídce motory Deutz, řadové čtyřválce zdvihového objemu 3190 cm³ a výkonu 65 kW a 82 kW, vrcholnou verzi tvořil šestiválec Deutz o výkonu 100 kW.

### Převodovka a spojka
Převodovka Praga 8PR30 nebo 8PR45, synchronizovaná osmistupňová (4 stupně s půlenými převody), s plnou reverzací chodu (přepínání směru otáčení). Přídavná (redukční) převodovka je planetová dvoustupňová, na přání třístupňová (plazivý převod).
Spojka je jednokotoučová suchá s pneumatickým posilovačem.

### Rám a nápravy

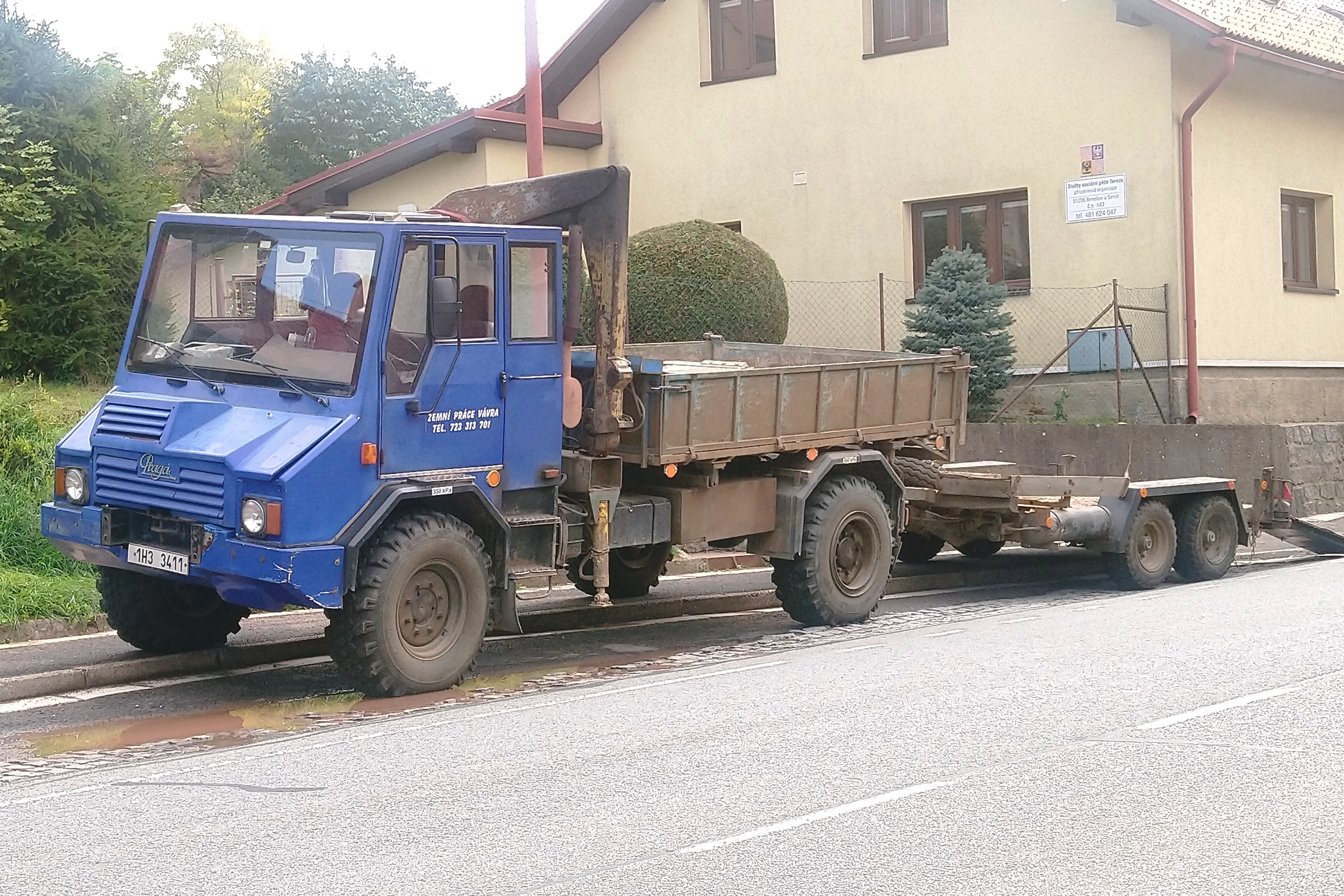
sklápěč s dlouhým rozvorem

Rám vozu je tuhý žebřinový, s upínacími deskami DIN pro připojení pracovních zařízení na obou koncích. Vyráběl se v několika délkách, s rozvorem náprav 2800, 3400 nebo 4000 mm. Nápravy jsou tuhé portálové, s pohonem a opatřené uzávěrkami diferenciálů. Odpružení je pomocí vinutých pružin. Na zadní nápravě lze odpružení zablokovat. Kola mají jednoduchou montáž, s rozměry pneumatik 12,5×20 nebo 14,5×20. Brzdová soustava je vzduchotlaková dvouokruhová, s bubny na každém kole. Řízení je opatřeno hydraulickým posilovačem.

### Elektrický systém
Elektrický okruh má napětí 24 V, napájený alternátorem 24 V / 42 A. Akumulátory jsou dva, o napětí 12 V a kapacitě 90 Ah.

### Hydraulický systém
Hydraulický systém slouží pro pohon přídavných hydraulických zařízení. Pracovní tlak systému 25 MPa je vyvozován zubovým čerpadlem o kapacitě 20 l/min. Objem systému je 25 l. Jsou instalovány dva nezávislé okruhy s dvěma přípojkami vpředu i vzadu. Na přání se nabízel posílený systém o větším průtoku a tlaku. 

### Rozměry a výkony
Rozvor: 2800 / 3400 / 4000 mm

Rozchod kol: 1980 mm

Délka: 4640 mm (pro rozvor 2800 mm)

Šířka: 2480 mm
 
Výška: 2800 mm

Pohotovostní hmotnost: 4460 kg

Celková hmotnost: 7000 kg

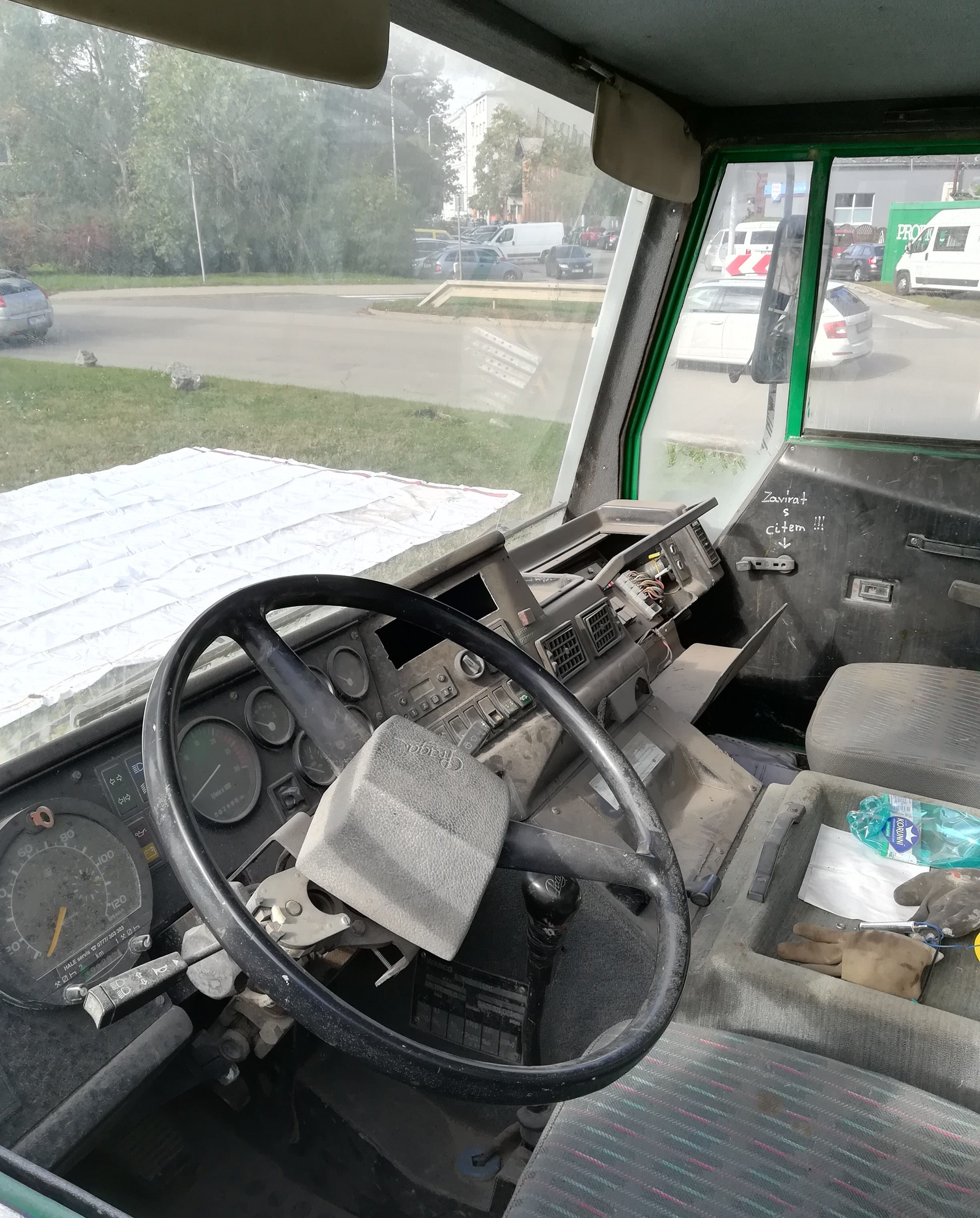
Interiér kabiny.

Užitečná hmotnost: 2500–3000 kg (terén)

Rozsahy rychlostí (s motorem Avia):

- Silniční: 4,3 – 77 km/h
- Pracovní: 1,1 – 20 km/h
- Plazivý: 0,05 – 1,1 km/h